# Prochorovka
Prochorovka (rusky Про́хоровка) je sídlo městského typu v Bělgorodské oblasti, které leží 50 km severně od Bělgorodu a 80 km jižně od Kurska. Žije zde přibližně 9 800 obyvatel.
První písemná zmínka o Prochorovce pochází ze 17. století. 12 července roku 1943 se zde uskutečnila jedna z největších tankových bitev 2. světové války, kdy se střetlo několik set tanků z tankových divizí SS s 5. tankovou armádou Rudé armády. Roku 1995 zde bylo zřízeno muzeum – památník bitvy u Kurska.